# La poupée monte le son
«La poupée monte le son» (укр. Лялька збільшує гучність) — пісня люксембурзької співачки Лори Торн, з якою вона представляла Люксембург на Пісенному конкурсі Євробачення 2025 в Базелі, Швейцарія.

## Про пісню
«La poupée monte le son» для Лори Торн написали французькі автори Жюльєн Сальвія та Людовік-Александр Відаль, які здебільшого працюють у сфері мюзиклів. Музика пісні має вінтажне звучання, поєднане зі сучасним змістом.
Французька команда авторів пісень зв'язалася з Лорою Торн, бажаючи подати свою композицію на Luxembourg Song Contest 2025, національний відбір на Євробачення від Люксембургу. Вони прагнули, щоб пісня була близькою для місцевої аудиторії, тому вирішили віддати шану Франс Галль, переможниці Євробачення 1965 від Люксембургу, та її пісні «Poupée De Cire, Poupée De Son» (укр. Лялька з воску, лялька зі звуком) і створили «La poupée monte le son» з посиланням на композицію 1965 року.

Пісня Франс Галль була символом свого часу — розповіддю про «ляльку», яка наївно співає поппісні, не розуміючи їхнього значення, і відображала образ молодої співачки, яку медіа та музична індустрія сприймали як «ляльку». Своєю чергою Лора Торн проголошує інший меседж і зазначає, що з того часу лялька вже змінилася:
«Шістдесят років тому лялькою керували інші люди. Але тепер вона нарешті каже: „Я не дозволю керувати собою. Я можу ухвалювати рішення сама!“».
Лора Торн пояснює, що у її пісні лялька має власний голос і сміливо його демонструє. У приспіві вона співає: «Твоя лялька, як ти її називаєш, збільшує гучність. Вона — відлуння нового покоління. Без ганчір'я чи пластику в її характеристиках. Твоя лялька веде музику».
Лора також розповіла, що автори тексту спеціально хотіли створити пісню, яка б представляла Люксембург через шістдесят років після перемоги Франс Галль, показуючи, як змінилися уявлення про жіночу свободу та самовираження за ці роки.

## Пісенний конкурс Євробачення 2025

### Luxembourg Song Contest 2025
18 листопада 2024 року люксембурзький мовник оголосив імена учасників Luxembourg Song Contest 2025, національного відбору на Євробачення 2025. У прослуховуваннях взяли участь 77 артистів, які співали перед журі з національних і міжнародних експертів. У підсумку були обрані 7 учасників, які змагалися за право представляти Люксембург на Євробачення. Серед них була і Лора Торн. 19 грудня були оприлюднені конкурсі пісні учасників, зокрема й «La poupée monte le son».
Luxembourg Song Contest 2025 складався лише з фіналу, що відбувся 25 січня 2025 року. «La poupée monte le son» здобула 184 бали — 94 від міжнародного журі (перше місце) та 90 від глядачів (друге місце). Це дозволило пісні стати переможницею та представити Люксембург на Пісенному конкурсі Євробачення 2025.

### На Євробаченні
28 січня 2025 року відбулося жеребкування, яке визначило, у якому з півфіналів Євробачення змагатиметься кожна країна. За результатами жеребкування Люксембург потрапив до другої половини другого півфіналу, який відбувся 15 травня 2025 року на арені Санкт-Якобсгалле в Базелі, Швейцарія.
Уже другий рік поспіль над постановкою номера для Люксембургу працювала українська команда — номером для Торн створювала київська креативна режисерська команда TRI.Direction, до якої входять Наталія Лисенкова, Наталія Ровенська та Марія Григоращенко. Постановниці розповідають, що над костюмами для балету та головною сукнею виконавиці також працювали українці. Хореографію створив Денис Стульніков, а вся візуальна складова шоу теж перебуває під керівництвом українських фахівців. Серед танцівників — також українці.